# CFR-600
CFR-600は中国が開発したナトリウム冷却プール型高速炉原型炉で、福建省霞浦県の長表島で建設が進められている。中国核工業集団が進める第4世代原子炉の実証プロジェクトであり、霞浦高速炉パイロットプロジェクトとも呼ばれている。2017年12月29日に着工し、熱出力1,500MWth、電気出力600MWを予定している。
CFR-600は中国の閉じた核燃料サイクルを達成する計画の一部であり、高速炉技術は将来の中国の原子力利用における核心技術であるとみなされている。
より大規模な商業炉として、CFR-1000も計画されている。
同地には将来的に600MW高速炉1基の増設が計画されているほか、高温ガス炉 HTR-PM600 (600MW) 1基と、加圧水型軽水炉 CAP1000 (1000 MW) 4基の増設も提案されている。
2020年12月27日に2基目のCFR-600が建設工事を開始。